# Merci Gaston !
Merci Gaston ! est une émission de télévision pour la jeunesse diffusée sur RTL-TVI et Antenne 2, dans l'émission Croque-Matin en 1989. Elle est inspirée de l'univers de la série Gaston avec des acteurs portant des masques de Gaston Lagaffe, Fantasio et Spirou. Elle parle de bande dessinée et se termine par une gaffe de Gaston Lagaffe.
L'émission n'a jamais été éditée en vidéo. Il ne subsiste du contenu de l'émission que des publicités et des articles parus dans des magazines Spirou contemporains de l'émission ainsi qu'une capture d'écran d'un magazine non-identifié montrant des images fixes extraites du show.

## Source
- Merci Gaston ! sur le site Lagaffemegate.